# Galaxy Tab A9
Samsung Galaxy Tab A9 Series（サムスンギャラクシータブA9シリーズ）は、サムスン電子によって設計、開発、販売された Android ベースのタブレット シリーズである。 
Galaxy Tab A9 シリーズは2023年10月5日に発表され、日本では2023年10月23日に発売した。（日本ではGalaxy Tab A9+のみ発売）

## 主要項目
滑らかな大画面のディスプレイ

Galaxy Tab A9+は11インチの大きくて明るい大画面、90Hzの高い画面リフレッシュレートで動画を大きく滑らかに再生することが可能。
DeXモード搭載

Galaxy Tab A9+は「DeXモード」搭載を搭載した。
「DeXモード」は簡単に、モニター、テレビなどの外部への画面出力しPCのように使用できる機能である。また「DeXモード」を通し、本機器の画面をPCのように２分割、３分割などで使用することができる。
Dolby Atmosサウンドに対応

Galaxy Tab A9+は、本体に1.2Wのクアッドスピーカーを搭載し、Dolby Atmos対応で臨場感のある高音質なサウンドも再生が可能。
外部ストレージ対応

Galaxy Tab A9+は内部ストレージ（日本は64 GB）以外、MicroSDを使う外部ストレージも対応している。（容量は最大1 TBまで）
発売記念キャンペーン（終了）

今回「Galaxy Tab A9+発売記念キャンペーン」の内容によると10月31日までに本製品を購入したユーザー全員を対象とし、直販サイトで利用できるクーポンを4000円分プレゼントする。

クーポンの利用方法は対象製品にプリインストールされている「Samsung Members」アプリから受け取れる。また、クーポンは先着順で配布し、受け取り期限は11月3日、有効期限は12月23日までとなる。（対象販路:Samsungオンラインショップ、Amazon.co.jp、家電量販店、Galaxy Harajukuなど）